# Walter Mikron
Der Walter Mikron ist ein luftgekühlter Otto-Flugmotor mit OHV-Ventilsteuerung. Er verfügt über vier hängende Zylinder und wurde in den 1930er-Jahren von der Prager Firma Walter entwickelt. Die Kurbelwelle ist fünffach gelagert.
Zahlreiche Leichtflugzeuge wurden mit dem zunächst 37 kW (50 PS) leistenden Triebwerk ausgerüstet. Es verfügte über eine Trockensumpfschmierung und war kunstflugtauglich. Der Motor wurde in großer Anzahl nach England, Frankreich, Japan, Lettland, Polen, Belgien, die Niederlande, Java, Marokko, Schweden, Brasilien, Deutschland, Italien und Jugoslawien geliefert. In Frankreich gab es eine Lizenzproduktion bei Angers.
Der Walter Mikron II war ein ab 1936 in der Bohrung (88 mm) und somit im Hubraum (2330 cm³) vergrößerter Mikron I. Während des Zweiten Weltkriegs ruhte die Produktion. Sie wurde jedoch nach dem Ende der Kampfhandlungen wieder aufgenommen, bis 1948 der nochmals vergrößerte Mikron III in Produktion ging.
Die Baureihe Mikron III ist heute noch als Luftfahrtantrieb zugelassen und wird in den USA von der Moravia Inc. vertrieben.
Es gibt eine weitere auf 58,8 kW (80 PS) leistungsgesteigerte Version (Angabe des Herstellers Parma Technik).

## Technische Daten (Walter Mikron III B)
- Startleistung: 55 kW (75 PS) bei 2760 min−1
- Dauerleistung: 50 kW (69 PS) bei 2600 min−1
- Reiseleistung: 37 kW (50 PS) bei 2350 min−1
- Spezifischer Kraftstoffverbrauch bei Dauerleistung: 290 g/kWh
- Kraftstoff: 78 Oktan, unverbleit
- Hubraum: 2442 cm³
- Kompression: 7,2:1
- Elektrisches System: Lichtmaschine 200 W, 14 V, Anlasser 0,5 kW
- Trockengewicht: 69 kg inkl. Auspuff und Flanschplatte
- TBO: 1200 h
- Länge: 783 mm
- Höhe: 532 mm
- Breite: 403 mm